# Бобиньи (округ)
Бобиньи (фр. Bobigny) — округ (фр. Arrondissement) во Франции, один из округов в регионе Иль-де-Франс. Департамент округа — Сена-Сен-Дени. Супрефектура — Бобиньи.
Население округа на 2006 год составляло 572 550 человек. Плотность населения составляет 8675 чел./км². Площадь округа составляет 66 км².